# .nagoya
.nagoyaは、インターネットのDNSにおける名古屋市向けのトップレベルドメイン（日本初の地理的トップレベルドメイン）である。2014年2月20日にICANNとGMOドメインレジストリは、GMOドメインレジストリが.nagoyaを運営するためのレジストリ契約を締結した。.nagoyaは他のトップレベルドメインと同じく名古屋以外に住んでいる人でも登録可能。